# مسابقه آواز یوروویژن ۲۰۱۱
مسابقه آواز یوروویژن ۲۰۱۱(به انگلیسی: Eurovision Song Contest 2011) ۵۶مین دوره سالانه مسابقه آواز یوروویژن بود که در این مسابقه جمهوری آذربایجان با ترانه دوان ترسیده توسط الدار و نگار برنده شد. این مسابقه در اسپریت آرنا در شهر دوسلدورف آلمان انجام شد. علت انتخاب آلمان به میزبان قهرمانی لنا مایر لاندروت در یوروویژن ۲۰۱۰ بود. این مسابقه بین ۱۰ مه تا ۱۲ مه ۲۰۱۱ انجام شد گرچه مرحله نهایی مسابقه در ۱۴ مه انجام پذیرفت.
چهل و سه کشور در این مسابقه شرکت داشتند، که شامل کشور اتریش بود که آخرین بار در سال ۲۰۰۷ شرکت کرده‌بود; مجارستان که آخرین بار در سال ۲۰۰۹ شرکت کرده‌بود; و سن مارینو که آخرین بار در سال ۲۰۰۸ شرکت کرده‌بود همچنین ایتالیا نیز که آخرین بار در سال ۱۹۹۷ شرکت کرده‌بود نیز بازگشت.

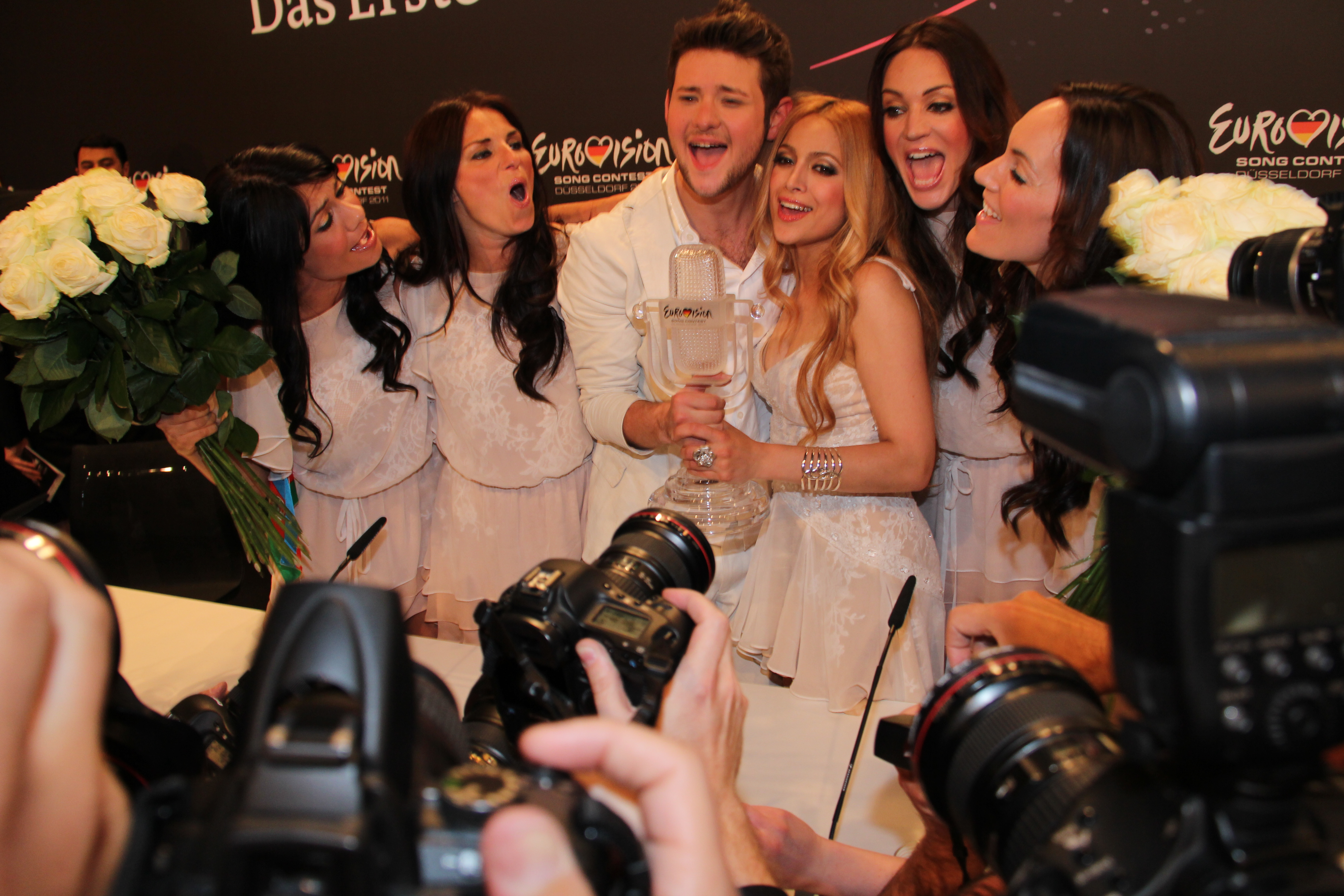
الدار و نگار در حال شادی برای رتبه اول

در این دوره رافائل گوآلاتسی از ایتالیا دوم شد و اریک سعاده از سوئد سوم گردید.